# Blå tåget (tåg i Sverige)
Blå Tåget var ett tåg som trafikerade sträckan Stockholm–Göteborg från den 11 december 2011 fram till sommaren 2019. Tåget gick fram till december 2018 vissa dagar även till och från Uppsala C. Tåget bestod från trafikstarten endast av 1:a klass-vagnar A2, men sedan 2013 såldes även 2:a-klassbiljetter. Vagnarna var från 1960-talet och var renoverade samt försedda med eluttag och internetförbindelse.
Tåget medförde också en restaurangvagn med ombordlagad mat och bordsservering. Tåget marknadsfördes som ett lyxigt tåg som tog längre tid att åka i men istället erbjöd högre komfort än de normala tågen.

## Indraget säkerhetsintyg
29 juni 2016 meddelade Transportstyrelsen att man dragit in Säkerhetsintyg A och B för Skandinaviska Jernbanor från den 5 juli 2016. Detta innebar att bolaget inte fick köra någon trafik. Bolaget valde att överklaga beslutet till Förvaltningsrätten men förvaltningsrätten konstaterade att "bolaget inte har ett fungerande säkerhetsstyrningssystem". För att komma runt detta beslut valde bolaget att låta Hector Rail ta över ansvaret för lok och vagnar samt lokförare och därmed kunde man den 11 december 2016 återuppta trafiken.

## Konkurs och återuppståndelse
Företaget Skandinaviska Jernbanor begärdes i konkurs i mars 2019 på grund av obetalda skulder på över 200 000 kr. Trafiken fortsatte därefter, då med företaget AB Galia som trafikhuvudman. Den 6 augusti 2019 meddelade AB Galia att trafiken inte skulle återstartas efter sommaruppehållet på grund av dålig lönsamhet. Samtlig personal sades upp.
Sedan 2020 har Blå Tåget Jernbanor AB flera gånger meddelat att de avser att återuppta trafiken med renoverade vagnar och lok, men att de avvaktade på grund av den då pågående covid-19-pandemin och påföljande leveransproblem för material till deras nya lok.

## Gröna tåget
Från april 2016 till juni 2018 körde Blå tåget ett budgettåg mellan Göteborg och Stockholm vid namn Gröna Tåget. Gröna tåget slutade att köra på grund av hård konkurrens på sträckan från SJ och dåvarande  MTRX.

## Vagnpark

### Lok
- 2 st 112-lok, köpta 2021 från DB.[14][15]
- 4 st El13-lok, används i gods- och tjänstetåg mellan Göteborg och depå/verkstad i Uddevalla.[15][16]
- 3 st växellok typ Skd 220.[17][18]

### Vagnar
| Littera | Antal | Tillverkare            | Tillverkningsår      | Ombyggnadsår | Antal platser | Status                          | Ref           |
| ------- | ----- | ---------------------- | -------------------- | ------------ | ------------- | ------------------------------- | ------------- |
| A2      | 7     | ASJ                    | 1963-1968            | -            | 40            | 2 avställda                     | [ 20 ] [ 21 ] |
| B1      | 3     | Kalmar Verkstads AB    | 1963                 | -            | 62            |                                 | [ 22 ] [ 23 ] |
| BC2     | 5     | ASJ                    | 1942-1951            | 1975-1985    | 48            | 2 avställda                     | [ 24 ] [ 25 ] |
| B36     | 11    | Strømmen, ASJ, Scandia | 1947, 1952 1962-1972 | 1979, 2007   | 72            | 2 avställda                     | [ 26 ]        |
| B37     | 7     | Strømmen               | 1966-1972            | 1979, 2009   | 64            | 1 avställd                      | [ 26 ]        |
| B5      | 2     | Kalmar Verkstads AB    | 1961                 | -            | 52            |                                 | [ 27 ] [ 28 ] |
| B5N     | 1     | Strømmen               | 1980                 | 2006         | 68            |                                 | [ 29 ]        |
| B5CN    | 2     | Strømmen               | 1980                 | 1994         | 45            | 1 avställd                      | [ 29 ]        |
| BS5     | 1     | Kalmar Verkstads AB    | 1961                 |              | 46            | Ombyggd från B5                 | [ 30 ] [ 31 ] |
| BF14    | 3     | Strømmen               | 1979                 | -            | 16            | 1 avställd                      | [ 32 ]        |
| DB      | 1     | Kalmar Verkstads AB    | 1965                 | -            | -             | Förrådsvagn                     | [ 33 ]        |
| R7      | 4     | ASJ, Strømmen          | 1947, 1967, 1969     | 1976, 2003   | 46            | 1 avställd, 1 under upprustning | [ 34 ] [ 35 ] |
| S1      | 2     | Kalmar Verkstads AB    | 1989-1990            | 1990         | 30            | Konferensvagn 1 avställd        | [ 36 ]        |
| S6      | 2     | Kalmar Verkstads AB    | 1963, 1968           | -            | -             | Avställda                       | [ 37 ] [ 36 ] |
| WGmz    | 1     | Orenstein & Koppel     | 1981                 | -            | 20            | Barvagn                         | [ 38 ]        |
| WRmh    | 2     | Orenstein & Koppel     | 1968                 | -            | 42            | Restaurangvagn                  | [ 39 ]        |

## Källhänvisningar
1. ↑  ”Resplus Tidtabeller”. http://resplus.se/Resplus/Tidtabeller/. Läst 10 mars 2013.
2. ↑  ”Tågtidtabell 2019”. Arkiverad från originalet den 24 november 2018. https://web.archive.org/web/20181124003636/https://tagtidtabeller.resrobot.se/tidtabell/tag57a_14004.pdf. Läst 23 november 2018.
3. ↑  ”Transportstyrelsen återkallar Skandinaviska Jernbanor AB:s tillstånd - transportstyrelsen.se”. www.transportstyrelsen.se. http://www.mynewsdesk.com/se/transportstyrelsen/pressreleases/transportstyrelsen-aaterkallar-skandinaviska-jernbanor-ab-s-tillstaand-1458212. Läst 2 februari 2017.
4. ↑  ”Ingen framgång för Blå Tåget - P4 Göteborg”. sverigesradio.se. Sveriges Radio. http://sverigesradio.se/sida/artikel.aspx?programid=104&artikel=6594292. Läst 2 februari 2017.
5. ↑  ”Blå tåget rullar vidare”. Sekotidningen. http://sekotidningen.se/artikel/bla-taget-rullar-vidare/. Läst 2 februari 2017.
6. ↑  ”Blå tåget kan köra igen | Alingsås Tidning”. www.alingsastidning.se. Arkiverad från originalet den 3 februari 2017. https://web.archive.org/web/20170203081258/http://www.alingsastidning.se/2016/11/bla-taget-kan-kora-igen/. Läst 2 februari 2017.
7. ↑  Ines Micanovic / Omni (8 mars 2019). ”Bolaget bakom Blå tåget begärs i konkurs”. Svenska Dagbladet. https://www.svd.se/sj-utmanaren-bla-taget-begars-i-konkurs. Läst 11 februari 2021.
8. ↑  TT (6 augusti 2019). ”Blå Tåget lägger ner trafiken”. Svenska Dagbladet. https://www.svd.se/bla-taget-lagger-ner-trafiken. Läst 11 februari 2021.
9. ↑  ”Blå Tåget - Trafikinfo”. www.blataget.com. 7 oktober 2024. https://www.blataget.com/sv/news/2020/03/23/trafikinfo/. Läst 16 mars 2025.
10. ↑  ”Blå Tåget - Trafikinfo”. web.archive.org. Arkiverad från originalet den 19 februari 2020. https://web.archive.org/web/20200804053949/https://www.blataget.com/sv/news/2020/02/19/trafikinfo/. Läst 3 juli 2023.
11. ↑  ”Blå Tåget - Trafikinfo”. web.archive.org. Arkiverad från originalet den 1 juli 2020. https://web.archive.org/web/20200804053927/https://www.blataget.com/sv/news/2020/03/23/trafikinfo/. Läst 3 juli 2023.
12. ↑  ”Trafikinfo”. Blå Tåget Jernbanor AB. 20 december 2020. https://www.blataget.com/sv/news/2020/03/23/trafikinfo/. Läst 11 februari 2021.
13. ↑  ”Skandinaviska Jernbanor AB GRÖNA TÅGET” (på engelska). www.facebook.com. https://www.facebook.com/permalink.php?story_fbid=2211149375779560&id=1795867017307800. Läst 2 januari 2019.
14. ↑  ”Lokguide - Ellok 112 - järnväg.net”. www.jarnvag.net. https://www.jarnvag.net/lokguide/112. Läst 3 juli 2023.
15. 1 2  Diehl, Ulf , Nilsson, Lennart (2021). Svenska Lok och Motorvagnar med Personvagnar 2021. sid. 7. ISBN 9789188605719
16. ↑  ”Lokguide - Ellok El13 - järnväg.net”. www.jarnvag.net. https://www.jarnvag.net/lokguide/el13. Läst 3 juli 2023.
17. ↑  Diehl, Ulf , Nilsson, Lennart (2021). Svenska Lok och Motorvagnar med Personvagnar 2021. sid. 103. ISBN 9789188605719
18. ↑  ”Lokguide - Diesellok Skd 220 - järnväg.net”. www.jarnvag.net. https://www.jarnvag.net/lokguide/skd220. Läst 3 juli 2023.
19. ↑  Diehl, Ulf , Nilsson, Lennart (2021). Svenska Lok och Motorvagnar med Personvagnar 2021. sid. 365-366. ISBN 9789188605719
20. ↑  Diehl, Ulf , Nilsson, Lennart (2021). Svenska Lok och Motorvagnar med Personvagnar 2021. sid. 198. ISBN 9789188605719
21. ↑  ”Vagnguide - Sittvagn A2 - järnväg.net”. www.jarnvag.net. https://www.jarnvag.net/vagnguide/a2. Läst 3 juli 2023.
22. ↑  Diehl, Ulf , Nilsson, Lennart (2021). Svenska Lok och Motorvagnar med Personvagnar 2021. sid. 206. ISBN 9789188605719
23. ↑  ”Vagnguide - Sittvagn B1 - järnväg.net”. www.jarnvag.net. https://www.jarnvag.net/vagnguide/b1. Läst 3 juli 2023.
24. ↑  Diehl, Ulf , Nilsson, Lennart (2021). Svenska Lok och Motorvagnar med Personvagnar 2021. sid. 214. ISBN 9789188605719
25. ↑  ”Vagnguide - Liggvagn BC2 - järnväg.net”. www.jarnvag.net. https://www.jarnvag.net/vagnguide/bc2. Läst 3 juli 2023.
26. 1 2  ”Vagnguide - Sittvagn B3/B36/B37 (f d NSB) - järnväg.net”. www.jarnvag.net. https://www.jarnvag.net/vagnguide/b3nsb. Läst 3 juli 2023.
27. ↑  Diehl, Ulf , Nilsson, Lennart (2021). Svenska Lok och Motorvagnar med Personvagnar 2021. sid. 208. ISBN 9789188605719
28. ↑  ”Vagnguide - Sittvagn B5 - järnväg.net”. www.jarnvag.net. https://www.jarnvag.net/vagnguide/b5. Läst 3 juli 2023.
29. 1 2  ”Vagnguide - B5 (f d NSB) - järnväg.net”. www.jarnvag.net. https://www.jarnvag.net/vagnguide/b5nsb. Läst 3 juli 2023.
30. ↑  Diehl, Ulf , Nilsson, Lennart (2021). Svenska Lok och Motorvagnar med Personvagnar 2021. sid. 225. ISBN 9789188605719
31. ↑  ”Vagnguide - Sittvagn BS5 - järnväg.net”. www.jarnvag.net. https://www.jarnvag.net/vagnguide/bs5. Läst 3 juli 2023.
32. ↑  ”Vagnguide - Sittvagn BF14 (f d NSB) - järnväg.net”. www.jarnvag.net. https://www.jarnvag.net/vagnguide/bf14. Läst 3 juli 2023.
33. ↑  ”Vagnguide - Post- och resgodsvagn Db - järnväg.net”. www.jarnvag.net. https://www.jarnvag.net/vagnguide/db. Läst 3 juli 2023.
34. ↑  Diehl, Ulf , Nilsson, Lennart (2021). Svenska Lok och Motorvagnar med Personvagnar 2021. sid. 230. ISBN 9789188605719
35. ↑  ”Vagnguide - Restaurangvagn R7 - järnväg.net”. www.jarnvag.net. https://www.jarnvag.net/vagnguide/r7. Läst 3 juli 2023.
36. 1 2  ”Vagnguide - Övriga specialvagnar - järnväg.net”. www.jarnvag.net. https://www.jarnvag.net/vagnguide/specialvagnar. Läst 3 juli 2023.
37. ↑  Diehl, Ulf , Nilsson, Lennart (2021). Svenska Lok och Motorvagnar med Personvagnar 2021. sid. 234. ISBN 9789188605719
38. ↑  ”Vagnguide - Specialvagn WGmz - järnväg.net”. www.jarnvag.net. https://www.jarnvag.net/vagnguide/wgmz. Läst 3 juli 2023.
39. ↑  ”Vagnguide - Restaurangvagn WRmh - järnväg.net”. www.jarnvag.net. https://www.jarnvag.net/vagnguide/wrmh. Läst 3 juli 2023.